# Steven Finn (hockey sur glace)
Pour les articles homonymes, voir Finn (homonymie).
Steven Finn (né le 20 août 1966 à Laval au Québec, Canada) est un joueur canadien de hockey sur glace.

## Carrière de joueur
Après une carrière junior avec les Voisins de Laval, Finn fut sélectionner par les Nordiques de Québec au repêchage d'entrée de la Ligue nationale de hockey en 1984. Il passa la moitié de sa première saison complète au niveau professionnel avec le club-école des Nordiques, soit l'Express de Fredericton de la Ligue américaine de hockey. Par la suite, il joua pour les Nordiques jusqu'à leur déménagement au Colorado. Il partagea le titre de capitaine de l'équipe avec Joe Sakic lors de la saison 1990-1991. Il débuta la saison 1995-1996 avec le Lightning de Tampa Bay, y jouant une quinzaine de parties avant d'être échangé aux Kings de Los Angeles. Il demeura une saison de plus avec les Kings, avant de se retirer à la fin de la saison 1997-1998, ayant joué cette dernière avec les Ice Dogs de Long Beach de la Ligue internationale de hockey.
Son fils, Samuel, joue actuellement avec les Tigres de Victoriaville dans la LHJMQ.

## Statistiques
| Saison     | Équipe                 | Ligue          |     | Saison régulière | Saison régulière | Saison régulière | Saison régulière | Saison régulière |   | Séries éliminatoires | Séries éliminatoires | Séries éliminatoires | Séries éliminatoires | Séries éliminatoires |
| Saison     | Équipe                 | Ligue          | PJ  | B                | A                | Pts              | Pun              | PJ               | B | A                    | Pts                  | Pun                  |                      |                      |
| 1981-1982  | Insulaires de Laval    | QAAA           | 42  | 18               | 33               | 51               | 138              | 11               | 2 | 8                    | 10                   | 20                   |                      |                      |
| 1982-1983  | Voisins de Laval       | LHJMQ          | 69  | 7                | 30               | 37               | 108              | 6                | 0 | 2                    | 2                    | 6                    |                      |                      |
| 1983-1984  | Voisins de Laval       | LHJMQ          | 68  | 7                | 39               | 46               | 159              | 14               | 1 | 6                    | 7                    | 27                   |                      |                      |
| 1984       | Voisins de Laval       | Coupe Memorial |     |                  |                  |                  |                  | 3                | 0 | 0                    | 0                    | 16                   |                      |                      |
| 1984-1985  | Voisins de Laval       | LHJMQ          | 61  | 20               | 33               | 53               | 169              |                  |   |                      |                      |                      |                      |                      |
| 1984-1985  | Express de Fredericton | LAH            | 4   | 0                | 0                | 0                | 14               | 6                | 1 | 1                    | 2                    | 4                    |                      |                      |
| 1985-1986  | Voisins de Laval       | LHJMQ          | 29  | 4                | 15               | 19               | 111              | 14               | 6 | 16                   | 22                   | 57                   |                      |                      |
| 1985-1986  | Nordiques de Québec    | LNH            | 17  | 0                | 1                | 1                | 28               |                  |   |                      |                      |                      |                      |                      |
| 1986-1987  | Express de Fredericton | LAH            | 38  | 7                | 19               | 26               | 73               |                  |   |                      |                      |                      |                      |                      |
| 1986-1987  | Nordiques de Québec    | LNH            | 36  | 2                | 5                | 7                | 40               | 13               | 0 | 2                    | 2                    | 29                   |                      |                      |
| 1987-1988  | Nordiques de Québec    | LNH            | 75  | 3                | 7                | 10               | 198              |                  |   |                      |                      |                      |                      |                      |
| 1988-1989  | Nordiques de Québec    | LNH            | 77  | 2                | 6                | 8                | 235              |                  |   |                      |                      |                      |                      |                      |
| 1989-1990  | Nordiques de Québec    | LNH            | 64  | 3                | 9                | 12               | 208              |                  |   |                      |                      |                      |                      |                      |
| 1990-1991  | Nordiques de Québec    | LNH            | 71  | 6                | 13               | 19               | 228              |                  |   |                      |                      |                      |                      |                      |
| 1991-1992  | Nordiques de Québec    | LNH            | 65  | 4                | 7                | 11               | 194              |                  |   |                      |                      |                      |                      |                      |
| 1992-1993  | Nordiques de Québec    | LNH            | 80  | 5                | 9                | 14               | 160              | 6                | 0 | 1                    | 1                    | 8                    |                      |                      |
| 1993-1994  | Nordiques de Québec    | LNH            | 80  | 4                | 13               | 17               | 159              |                  |   |                      |                      |                      |                      |                      |
| 1994-1995  | Nordiques de Québec    | LNH            | 40  | 0                | 3                | 3                | 64               | 4                | 0 | 1                    | 1                    | 2                    |                      |                      |
| 1995-1996  | Lightning de Tampa Bay | LNH            | 16  | 0                | 0                | 0                | 24               |                  |   |                      |                      |                      |                      |                      |
| 1995-1996  | Kings de Los Angeles   | LNH            | 50  | 3                | 2                | 5                | 102              |                  |   |                      |                      |                      |                      |                      |
| 1996-1997  | Kings de Los Angeles   | LNH            | 54  | 2                | 3                | 5                | 84               |                  |   |                      |                      |                      |                      |                      |
| 1997-1998  | Ice Dogs de Long Beach | LIH            | 75  | 6                | 14               | 20               | 134              | 17               | 1 | 4                    | 5                    | 48                   |                      |                      |
| Totaux LNH | Totaux LNH             | Totaux LNH     | 725 | 34               | 78               | 112              | 1724             | 23               | 0 | 4                    | 4                    | 39                   |                      |                      |

### Équipes d'étoiles et Trophées
- 1984 : nommé dans la 1re équipe d'étoiles de la Ligue de hockey junior majeur du Québec.
- 1985 : nommé dans la 2e équipe d'étoiles de la LHJMQ.

### Transactions en carrière
- 5 octobre 1995 : échangé au Lightning de Tampa Bay par l'Avalanche du Colorado pour un choix de 4e ronde (Brad Larsen) aux Repêchage d'entrée de la Ligue nationale de hockey de 1997.
- 13 novembre 1995 : échangé aux Kings de Los Angeles par le Lightning de Tampa Bay pour Michel Petit.